# 두꺼운 원반
두꺼운 원반(thick disk)은 우리은하를 비롯한 많은 은하들에서 발견되는 은하 구조 요소이다. 1983년 길모어와 레이드가 쓴 논문에서 처음 제기되었다. 은하평면 위로 1 ~ 5 킬로파섹(3300 ~ 16300 광년) 정도의 항성개수밀도에 해당하며, 나이가 많은 별들로 이루어져 있다. 두꺼운 원반은 원반을 구성하는 별들의 화학적 조성이나 운동학적인 면에서도 얇은 원반과는 구분된다.
두꺼운 원반의 척도높이는 약 1.5 킬로파섹이다.

## 같이 보기
- 원반은하
- 은하좌표계
- 은하의 형성 및 진화
- 은하팽대부
- 은하헤일로
- 얇은 원반